# Murdered: Soul Suspect
Murdered: Soul Suspect est un jeu vidéo d'action-aventure et d'infiltration développé par Airtight Games et édité par Square Enix en 2014 sur PlayStation 3, PlayStation 4, Windows, Xbox 360 et Xbox One.

## Synopsis
À Salem, le détective Ronan O'Connor est défenestré alors qu'il poursuit un tueur en série brutal et impitoyable, le « Crieur des Morts ». Agonisant sur le sol, Ronan est achevé par le tueur. Reprenant connaissance sous l'apparence d'un fantôme, Ronan rencontre l'esprit de sa femme morte depuis longtemps, Julia, qui l'informe qu'il ne peut pas la rejoindre tant qu'il n'aura pas réglé les affaires qui le lient au monde des vivants.
À travers son enquête, Ronan va faire la connaissance de Joy, une jeune médium, qui a la faculté de le voir et de l'entendre. Tous deux vont alors faire équipe ; l'un pour trouver le repos éternel et rejoindre sa femme, l'autre pour retrouver sa mère disparue. C'est ainsi qu'ils vont enquêter dans les différents lieux de la ville : le commissariat, le cimetière, l'asile psychiatrique, le musée ou encore l'église de Salem pour résoudre l'énigme du Crieur des Morts. Qui est ce meurtrier et quel est le lien entre ses victimes ?

## Système de jeu
Le jeu alterne des séquences de jeu d'aventure en 3D et de collectes d'indices avec des phases d'infiltration où le joueur doit se cacher des spectres qui menacent de dévorer son âme. Ronan étant un fantôme, il peut traverser les murs et les objets solides du monde des vivants mais aussi interagir avec certains appareils électroniques (caméras, photocopieuses) pour les détraquer et/ou attirer l'attention des humains. Ronan a aussi la faculté de lire et d'influencer les pensées, de se cacher dans des résidus d'âme ou de contrôler les chats. S'il peut traverser les murs et se déplacer librement une fois rentré à l'intérieur d'une maison, Ronan doit d'abord trouver un moyen d'y accéder : les fantômes de Salem ne peuvent entrer que par une porte ou une fenêtre ouverte.

## Accueil
- Canard PC : 5/10[2]
- Destructoid : 4,5/10[3]
- Edge : 4/10[4]
- Electronic Gaming Monthly : 5,5/10[5]
- Eurogamer : 6/10[6]
- Game Informer : 6,5/10[7]
- GamesRadar+ : 2,5/5[8]
- GameSpot : 6/10[9]
- IGN : 5,5/10[10]
- Jeuxvideo.com : 11/20[11]
- Joystiq : 3,5/5[12]
- Polygon : 7/10[13]

Moyenne générale : 11,25/20